# Большой Шинар
Большой Шинар (тат. Олы Шынар) — село в Сабинском районе Республики Татарстан. Административный центр Большешинарского сельского поселения.

## География
Расположено на реке Малая Мёша, в 14 км к западу от посёлка городского типа Богатые Сабы.

## История
Окрестности села были обитаемы в период Волжской Булгарии, о чём свидетельствует археологический памятник – Шинарское селище (общебулгарский памятник).
Основано в период Казанского ханства. В XVIII — первой половине XIX века жители относились к сословию государственных крестьян. Их основные занятия в этот период – земледелие и разведение скота, был распространён портняжный промысел.
По сведениям 1859 года, в селе была мечеть.
В начале XX века здесь также действовали мектеб, кузница, водяная мельница, 6 мелочных лавок. В этот период земельный надел сельской общины составлял 1472,7 десятины.
До 1920 года село входило в Сатышевскую волость Мамадышского уезда Казанской губернии. С 1920 года в составе Мамадышского кантона ТАССР. С 10 августа 1930 года в Сабинском, с 19 февраля 1944 года в Чурилинском, с 14 мая 1956 года в Сабинском районах.
В 1931 году в селе был организован колхоз, с 1994 года коллективное предприятие «Авангард».

## Население
| 1782 | 1859 | 1897 | 1908 | 1920 | 1926 | 1938 | 1949 | 1970 | 1979 | 1989 | 2002 | 2010 | 2020 |
| ---- | ---- | ---- | ---- | ---- | ---- | ---- | ---- | ---- | ---- | ---- | ---- | ---- | ---- |
| 132  | 850  | 871  | 997  | 1004 | 958  | 883  | 706  | 703  | 601  | 469  | 458  | 440  | 353  |

Национальный состав села — татары.

## Экономика
С 2010 года село в составе общества с ограниченной ответственностью «Туган як». Также в селе действует крестьянское (фермерское) хозяйство «Шинар» (растениеводство). Население занимается преимущественно растениеводством и животноводством.

## Инфраструктура
Средняя школа (с 1926 г. как начальная), библиотека (с 1931 г.), дом культуры (с 1945 г.), детский сад (с 1976 г.), фельдшерско-акушерский пункт.

## Религия
Мечеть «Маулид» (с 2001 г.).